# Xylocopa aeneipennis
Xylocopa aeneipennis là một loài Hymenoptera trong họ Apidae. Loài này được DeGeer mô tả khoa học năm 1773.